# Sylvius (släkt)
Sylvius var en svensk adelsätt.
Karlskoga församlings förste kyrkoherde var Olaus Johannis Gestricius från Gästrikland, vars barn upptog namnet Sylvius. En av hans söner, Nils Sylvius, överflyttade till Finland där han gifte sig med en ättling till Sursill och blev farfar till den Märta som är ätten af Wirséns stammoder. Nils Sylvius syster hette Margareta Sylvius och var gift med faderns efterträdare i Karlskoga, Jacobus Jonae. Jacobus Jonae var son till Carin Hansdotter som tillhörde Stora Wånga-släkten, och Jonas Arvidi Gevaliensis, av namnet att döma från Gävle, som var hovpredikant, kyrkoherde och prost i Västersyssle kontrakt och undertecknade beslutet från Uppsala möte.
Jacobus Jonæ och Margareta Sylvius barn upptog släktnamnet efter modern. Av dessa märks Johan Sylvius som år 1653 adlades med bibehållet namn och introducerades på nummer 602. Han var gift tre gånger, men fick bara barn i första äktenskapet med drottning Kristinas kammarjungfru Ingeborg Hinman. Andra hustrun, Elisabeth Svart född i adelsätten Svart var kusin med den tredje, Georg Stiernhielms dotter, genom deras mödrar som tillhörde släkten Bure. Den adliga ätten Sylvius slöts på svärdssidan med Carl Gustaf Feuerstern Sylvius död år 1822

## Medlemmar av ätten
- Zacharias Olavi Sylvius, Bjurtjärns församlings första komminister.
- Ingmarius Olavi Sylvius, Komminister i Gunnarskogs församling
- Herman Sylvius, Åmåls borgmästare